# Kanal Sveti Ante
Kanal Sveti Ante är ett sund i Kroatien. Det ligger i den södra delen av landet, 230 km söder om huvudstaden Zagreb.